# Нимфадора Тонкс
Нимфадора Тонкс (на английски: Nymphadora Tonks) е героиня от поредицата книги на Джоан Роулинг - „Хари Потър“. Нимфадора, или както предпочита да я наричат - Тонкс е роднина на семейство Малфой и е била като ученичка в дом Хафълпаф, един от четирите домове в училището за магия и вълшебство Хогуортс. По-нататък тя става аврор в Министерството на Магията. След това влиза в Ордена на феникса, където става най-младият член-аврор.

### Външен вид
Според описанието в книгите от поредицата, Тонкс има миша сива коса, която често придобива розови, но и много други оттенъци, благодарение на това, че тя е метаморфмаг и може да променя външния си вид в зависимост от настроението, но понякога и несъзнателно.

### Личен живот
В края на шестата част от поредицата става ясно, че Тонкс е влюбена в Ремус Лупин, а по-късно се омъжва за него. В седмата част когато разбират, че Лудоокия Муди е мъртъв Нимфадора не може да го понесе и избухва в сълзи. Колкото и да е бил силен, страшен и упорит тя се е била привързала към него първо след като той я защитава в министерството и след това в Ордена на Феникса. Ремус и Нимфадора имат син Теди Лупин, който се ражда в седмата част от поредицата и на когото кръстник става Хари Потър. В края на седмата част Нимфадора Тонкс и Ремус Лупин загиват в борбата срещу Лорд Волдемор и смъртожадните в замъка Хогуортс. Тонкс е убита от смъртожадната Белатрикс Лестранж, а Лупин е убит от смъртожадния Антонин Долохов.